# Castillo de Agón
El castillo de Agón era una fortaleza ubicada en el municipio español de Agón, en la provincia de Zaragoza.

## Descripción
Se encuentra situado en el centro de la localidad y en la actualidad tan sólo queda una torre construida en tapial, reforzado con ladrillo en las esquinas y que se asienta sobre sillares de posible origen romano. Se encuentra en mal estado de conservación.

## Historia
Los restos que han llegado hasta nuestros días podrían ser ser siglo XV, si bien existen noticias de la existencia de un castillo en la localidad en el año 1080.
Perteneció a los Luna señores de Almonacid, al menos hasta el 1413 pasando después por las manos del Conde de Contamina y el Marqués de Bárboles.